# Calystegia subacaulis
Calystegia subacaulis ist eine Pflanzenart aus der Gattung der Zaunwinden (Calystegia) aus der Familie der Windengewächse (Convolvulaceae). Die Art ist in Kalifornien endemisch verbreitet.

## Beschreibung
Calystegia subacaulis ist eine mehr oder weniger behaarte, ausdauernde Pflanze, die ein Rhizom oder einen holzigen Caudex als Überdauerungsorgan bildet. Die Stängel sind niederliegend oder aufsteigend und werden 2 bis 20 cm lang. Die Blattspreite hat eine Länge von 3 bis 4 cm, ist mehr oder weniger dreieckig-speerförmig und gelegentlich mit kleinen, rückwärts gerichteten Lappen besetzt. Nach vorn sind die Blätter spitz oder gerundet, die Basis ist konisch verjüngt.
Die Blütenstandsstiele sind bis zu 3,3 cm lang und stehen damit nicht über die sie umgebenden Laubblätter hinaus. Die Vorblätter sind 7 bis 17 mm lang, 4 bis 9 mm breit, breit eiförmig bis lanzettlich oder langgestreckt. Sie sitzen direkt unterhalb des Kelches und umschließen diesen. Die Kelchblätter sind 10 bis 13 mm lang. Die Krone ist weiß oder cremefarben, an den Mitteladern der Kronblätter oftmals violett getönt. Sie ist 33 bis 62 mm lang.
Die Chromosomenzahl beträgt für Calystegia subacaulis subsp. subacaulis 2n = 22.

## Verbreitung
Die Art ist in Kalifornien endemisch in den südlichen North Coast Ranges, der San Francisco Bay Area, und den mittleren Outer South Coast Ranges verbreitet. Sie wächst dort im trockenen, offenen Strauch- oder Holzland.

## Systematik
Man kann zwei Unterarten unterscheiden:
- Calystegia subacaulis subsp. episcopalis Brummitt: Sie kommt in Kalifornien nur im San Luis Obispo County vor.[2]
- Calystegia subacaulis subsp. subacaulis: Sie kommt im zentralen und im westlichen Kalifornien vor.[2]